# Dominik Stolz
Dominik Stolz (Neuendettelsau, 4 mei 1990) is een Duits voetballer die speelt als middenvelder.

## Carrière
Stolz maakte zijn debuut voor SpVgg Ansbach maar ging na twee seizoenen naar het belofteploeg van SpVgg Greuther Fürth. Hij speelde er maar een seizoen en trok naar SV Seligenporten, hij speelde er van 2011 tot 2014. In 2014 trok hij naar SpVgg Oberfranken Bayreuth waar hij in 2015 topschutter werd in de Regionalliga Bayern.
Van 2015 tot 2016 speelde hij voor SV Sandhausen waar hij meer voor de belofte speelde dan voor de eerste ploeg. In 2016 tekende hij een contract bij F91 Dudelange, hij speelde er tot in 2020. Hij won twee keer de beker in 2017 en 2019, de landstitel won hij in 2017, 2018 en 2019. In 2020 tekende hij bij Swift Hesperange. Hij werd topschutter van het seizoen 2021/22.

## Erelijst
- Individueel
  - Topschutter Regionalliga Bayern: 2015

- F91 Dudelange
  - Landskampioen: 2017, 2018, 2019
  - Luxemburgse voetbalbeker: 2017, 2019

- Swift Hesperange
  - Topschutter Nationaldivisioun: 2021/22